# Rebutia arenacea
Rebutia arenacea är en kaktusväxtart som beskrevs av Martín Cárdenas Hermosa. Rebutia arenacea ingår i släktet Rebutia och familjen kaktusväxter. Inga underarter finns listade i Catalogue of Life.